# Papillochthonius astatus
Papillochthonius astatus är en kvalsterart som beskrevs av Gil-Martín, Subías och Antonio Arillo 1992. Papillochthonius astatus ingår i släktet Papillochthonius och familjen Brachychthoniidae. Inga underarter finns listade i Catalogue of Life.